# Ternate
Ternate es una pequeña isla y ciudad (Nuestra Señora del Rosario de Terrenate) en las islas Molucas, próxima a la costa occidental de la gran isla de Halmahera. Administrativamente pertenece a la provincia de Molucas septentrionales, en Indonesia. Ternate es la ciudad más grande de la provincia.

## Historia

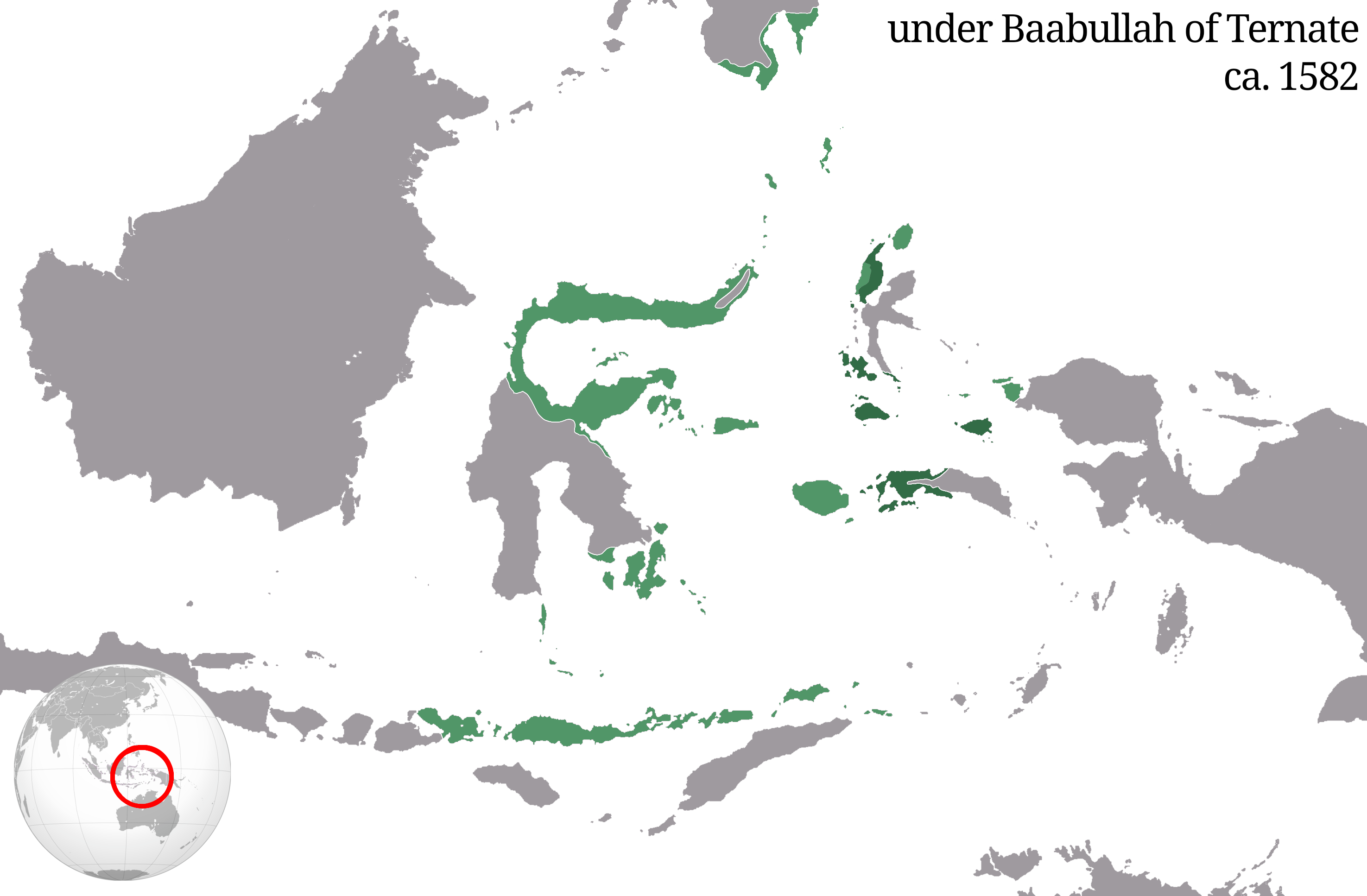
El territorio del sultanato de Ternate antes de la exploración europea de las islas Molucas

Los sultanes de Ternate gobernaban un territorio que se extendía desde Célebes (Sulawesi) a Papúa. El principal competidor era el cercano sultanato de Tidore.
Los primeros europeos en llegar a Ternate fueron los portugueses de la expedición de Francisco Serrão, que se hundió cerca de Ceram en 1512. El sultán de Ternate, pensando que podría aprovecharse del poderío militar portugués, llevó a la expedición a su isla y permitió a los portugueses construir una fortaleza.
Cuando la expedición española comandada por García Jofré de Loaisa llegó a las Molucas en 1526 y creó un fuerte en la cercana isla de Tidore, Portugal la atacó desde el suyo en Ternate. En 1575 el sultán expulsó a los habitantes que buscaron refugio en Filipinas donde se asentaron en la actual ciudad de Ternate en la bahía de Cavite. Sus habitantes aún hoy hablan una lengua criolla de base luso-española.
En 1606, fuerzas españolas capturaron el fuerte, deportando al sultán a Manila. La ciudad pasó a denominarse Nuestra Señora del Rosario de Terrenate. En 1607 neerlandeses construyeron otro fuerte en la isla, el Malayo. En 1663 los españoles se retiraron de la región, que a partir de entonces quedó bajo control neerlandés hasta la independencia de Indonesia en el siglo XX, salvo ocupación japonesa entre 1942-1945.
En 1999 y 2000 Ternate sufrió violencia religiosa entre católicos y musulmanes.

## Religión
El Islam y el Cristianismo son las religiones mayoritarias en esta isla. Existe una minoría budista